# Метаморфозы Овидия (Роден)
«Метаморфозы Овидия» (фр. Les Métamorphoses d'Ovide) — работа французского скульптора Огюста Родена, созданная изначально как часть композиции «Врата ада» в 1886 году. Источником вдохновения художника послужила поэма «Метаморфозы» древнеримского поэта Овидия, а также стихи Шарля Бодлера. В скульптуре отражены лесбийские и трансгендерные мотивы.

## История и содержание
Как и многие другие работы Родена, по первоначальному замыслу данная скульптура была частью композиции «Врата ада», созданной по мотивам «Божественной комедии» Данте и «Врат Рая» Гиберти. Это произведение было заказано для оформления нового здания Музея декоративного искусства в Париже. Скульптура занимает верхний правый угол в композиции.
Статуэтка берёт своё названия от поэмы «Метаморфозы» древнеримского поэта Овидия, творчество которого любил Роден. Хотя встречаются и иные наименования реплик скульптуры. Ряд искусствоведов считает, что она изображает изложенный в «Метаморфозах» древнегреческий миф о Гермафродите и нимфе Салмакиде. Другие исследователи указывают на легенду об Ифисе и Ианфе.
Первый миф повествует о любви водяной нимфы Салмакиды к прекрасному юноше Гермафродиту. Однако её чувства были им отвергнуты. Тогда во время купания Гермафродита в источнике она прильнула к нему и обратилась к богам с горячей просьбой навеки соединить её с возлюбленным в единое целое. Боги выполнили желание нимфы, и эти двое слились в одно двуполое существо, обладающее одновременно и мужскими, и женскими признаками, — в «гермафродита».
Вторая античная легенда излагает историю Ифис. Её отец хотел, чтобы родился мальчик, и пригрозил убить дочь. Когда родилась девочка, мать выдала её за сына и так воспитала. Когда Инфис выросла, она влюбилась в девушку Ианфу и помолвилась с нею. Перед свадьбой мать взмолилась к богине Исиде, и та смилостивившись превратила Ифис в юношу, и женитьба состоялась.
Скульптура изображает две абстрактные обнажённые женские фигуры. Они занимают полулежащие позы, обнимаются, переплетаясь, и целуются. При этом верхняя фигура имеет некоторые мужские черты. Этот сюжет имеет одновременно лесбийские и трансгендерные мотивы. Современные автору искусствоведы избегали писать об этой откровенной эротической скульптуре, называя её абстрактно «Фантазиями», а также «Сатирки», «Друзья», «Сладострастие» и даже «Друзья Венского сецессиона». Последнее наименование указывает на влияние Шарля Бодлера. Однако данный сюжет привлёк внимание молодых скульпторов и писателей 1890-х годов, которые бунтовали против викторианской культуры и морали.
Огюст Роден создал целую серию скульптур с лесбийскими сценами. Первой из них считается статуя «Проклятые женщины», выполненная в 1885 году как элемент «Врат ада». В том же году были задуманы «Метаморфозы Овидия». Затем последовали иные скульптуры, в том числе «Падший ангел», «Триумф юности», «Обнимающиеся вакханки». Поэзия Овидия служила Родену источником для исследования превращений, метаморфоз и «движения жизни». Лесбийские сюжеты также рассматривались в конце XIX века как исследование границ и сексуальности. Данная тема раскрывается, например, в творчестве таких современников Родена как Тулуз-Лотрек, Гюстав Курбе, «проклятые поэты». Моделями для скульптуры были две балерины-лесбиянки Парижской оперы, рекомендованные Родену в середине 1880-х годов Эдгаром Дега. Они также послужили моделями для других его работ, связанных с данной скульптурой: «Дафнис и Лисенион», «Амур и Психея», «Дафна и Купидон».
|                         |                     |                 |                |
| «Обнимающиеся вакханки» | «Проклятые женщины» | «Триумф юности» | «Падший ангел» |

## Реплики скульптуры
Гипсовая модель 1886 года скульптуры находится в коллекции Музея Виктории и Альберта. Эта статуэтка изначально принадлежала английскому художнику Чарльзу Шеннону, который на протяжении всей жизни был в отношениях с художником Чарльзом Рикеттсом. Искусствоведы предполагают, что он вдохновлялся этой работой при создании аналогичных по сюжету произведений. На реплике имеется надпись-посвящение английскому критику Уильяму Хенли, близкому другу Родена.
Реплики скульптуры находятся во многих музеях, в том числе в коллекциях: музеев Родена в Париже и Филадельфии, Орсе, Стэнфордского университета, Соумайя.